# Bodenkarte

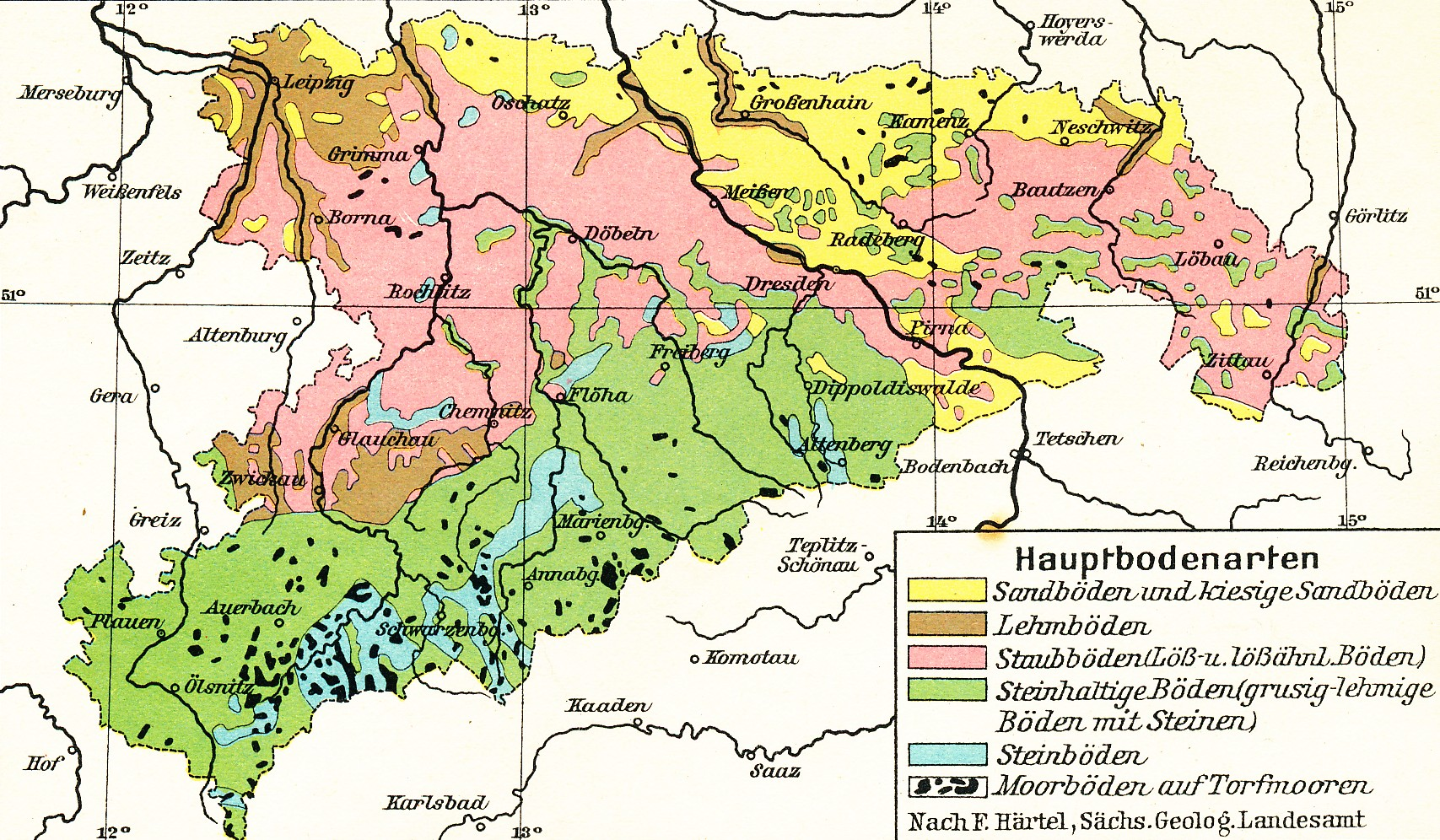
Historische, einfache Bodenkarte Sachsens (um 1930)

Eine Bodenkarte (pedologische Karte) ist eine zweidimensionale Darstellung der räumlichen Verteilung von Böden – der sogenannten Bodenlandschaft – in einem bestimmten Gebiet. Die Darstellung erfolgt dabei in der Regel in Form farbiger und/oder schraffierter Flächen.

## Erstellung
Die Datenbasis zur Erstellung einer Bodenkarte wird durch Bodenkartierungen gewonnen (in Deutschland behördlicherseits durch die Bodenkundliche Landesaufnahme). Dabei wird festgestellt, wo im Gelände welche Böden vorkommen. Die einzelnen Vorkommen werden dann in einer topographischen Karte geplottet und interpoliert. Die Kartierung erfolgt in der Regel in einem relativ großen Maßstab (z. B. 1 : 25.000) und mit einer relativ detaillierten Bodengliederung, bei der relativ viele Eigenschaften der Böden Berücksichtigung finden. Aus diesen lokal gewonnenen Daten werden dann die kleinermaßstäbigen regionalen Bodenkarten (z. B. 1 : 100.000 oder 1 : 1.000.000) erstellt.
In der Form der Darstellung und in der Methodik ihrer Erstellung ähneln Bodenkarten geologischen Karten. Zudem korreliert naturgemäß die räumliche Verbreitung verschiedener Böden mit der räumlichen Verbreitung der entsprechenden, unterhalb der Böden anstehenden Ausgangsgesteine (vgl. Pedogenese), wobei jedoch einerseits ähnliche Böden aus unterschiedlichen Ausgangsgesteinen hervorgehen können, andererseits auch unterschiedliche Böden aus ähnlichen Ausgangsgesteinen.

## Detailtiefe nach Maßstabsbereichen
- Bodenkarten großer Maßstäbe (1 : 10.000, 1 : 5.000, für besondere Einzelprojekte auch größer) differenzieren Böden in der jeweiligen Systematik oder Klassifikation noch weiter und führen weitere Eigenschaften wie Bodenart, Grundwasser etc. auf.
- Bei mittleren Maßstäben (1 : 25.000 bis 1 : 50.000) liegt der thematische Schwerpunkt meist bei den einzelnen – vorherrschenden – Bodentypen. In Legenden werden weitere Merkmale erläutert.
- Karten kleiner Maßstäbe (1 : 100.000 und kleiner) stellen normalerweise Vergesellschaftungen von Böden dar.

## Gliederung nach Themenbereichen
- Karten der Bodentypen (bodengenetische Karten) sind die häufigste Anwendungsform. Hier werden die Böden nach bodenkundlichen Schemen klassifiziert (z. B. Braunerde oder Podsol).
- Karten der Bodenarten, wie sie bei Untersuchungen der landwirtschaftlichen Nutzfläche festgestellt werden (z. B. Lehm-, Sand- oder Torfboden).
- Bodengüte- bzw. Bodenschätzungskarten werden bei den Landesvermessungsämtern und der Bundesanstalt für Landeskunde geführt. Sie beziehen sich auf Erhebungen zu Bodengüte und Ertragsmesszahlen und veranschaulichen die agrarischen Nutzungsmöglichkeiten[1].